# Јанко Веселиновић (правник)
Јанко Веселиновић (Книн, 6. новембар 1965) доктор је правних наука, професор на Пољопривредном факултету Универзитета у Новом Саду и председник Покрета за преокрет.

## Биографија
Основну школу "Доситеј Обрадовић“ завршио је у Жегару, општина Обровац. Прва два разреда, опште средње школе завршио је у Обровцу, а затим средњу управну школу у Задру. Правни факултет у Новом Саду завршио је 1990. године. Магистрирао је на тему из области уговора о трговинском заступању (агентури), а докторирао на теми правног регулисања управљања у домаћем и упоредном праву на Правном факултету у Новом Саду. У три мандата, у периоду од 2008. до 2014. године, био је народни посланик у Народној скупштини Републике Србије.

## Професионална каријера
Од 1991. до 2001. године радио је у Пословном систему "YUCO" из Новог Сада, на месту дипломираног правника, а касније као генерални директор "YUCO ХЕМИЈЕ“. Одлуком Скупштине града Новог Сада 2002. године постављен је на место директора ЈКП „Новосадска топлана", а од 2004. године био је помоћник, са статусом заменика, секретара за науку и технолошки развој Извршног већа Аутономне покрајине Војводине. Од 2008. године је народни посланик у Народној скупштини Републике Србије.
Од 2018. године у звању је редовног професора универзитета. Предаје на Универзитету у Новом Саду и Универзитету у Београду.
На Пољопривредном факултету Универзитета у Новом Саду, предаје на агроекономском смеру предмет „Привредно право“, а на смеру Агротуризам и рурални развој, предмет „Право и уговори у туризму“. Право у туризму предаје на Природноматематичком факултету, Универзитет у Новом Саду. На Универзитету у Београду, Пољопривредни факултету у Земуну, предаје Пословно право.

## Политичка каријера
Председник је и један од оснивача Покрета за ПРЕОКРЕТ који је основан 2015. године и посланик у Народној Скупштини Републике Србије. Пре тога је напустио Социјалдемократску странку у коју је прешао претходним иступањем из Демократске странке, у којој је био од 1998. године. Такође је био члан Савеза комуниста Југославије и учесник Четрнаестог (ванредног) конгреса СКЈ 1990. године, после кога се партија распала. Тада се залагао за забрану дискутовања руководству СКЈ због њихових "грешака и рушења угледа Савеза комуниста". Од 2004. до 2006. године био је потпредседник Градског одбора ДС у Новом Саду. Такође је био члан Покрајинског и Главног одбора Демократске странке. Од 2008. године је посланик у Народној скупштини Републике Србије. У два скупштинска мандата био је заменик шефа посланичке групе и то од 2012 до 2014. године Посланичке групе Демократске странке и од 2014. године, до иступања, заменик шефа Посланичке групе Социјалдемократске странке. Заменик је председника Одбора за уставна питања и законодавство и председник скупштинског Одбора за Србе у дијаспори и региону. Члан је неформалне Зелене посланичке групе у Народној скупштини Републике Србије. Један је од оснивача опозиционог Савеза за Србију.

## Заштита мањинских права
Бави се и положајем Срба у региону, посебно положајем Срба у Хрватској. Иницијатор је и један од оснивача традиционалних научних скупова који се на тему српско-хрватских односа одржавају у Голубићу (Обровачком). Копредседник је међувладиног мешовитог одбора за права мањина између Србије и Хрватске. Активан је на плану пружања помоћи избеглицама у њиховој интеграцији и повратку. Председник је Савета за избегла, прогнана и расељена лица Владе Аутономне покрајине Војводине.
Аутор је и стручних чланака на тему положаја Срба у Хрватској, положају мањина у Србији и Хрватској и правне заштите дијаспоре у упоредном праву. Члан је Центра за историју, демократију и помирење из Новог Сада и Удруге за повијест, сарадњу и помирење из Голубића (Обровачког).

## Стручне књиге и уџбеници
- Управљачки менаџмент, стручна књига, Нови Сад, 2003. pp. 327
- Пословно право за менаџере, уџбеник, др Даринка Недељковић, Веселиновић, Ј, 2005. pp. 234
- Привредно право, уџбеник, Царић, С., Витез, М., Веселиновић, Ј., Нови Сад, 2006, 2008. pp. 404
- Уговори и средства плаћања у туризму, уџбеник, Веселиновић, Ј., Нови Сад, 2011. pp. 141
- Привредно право, уџбеник, Веселиновић, Ј., Нови Сад, 2011. pp. 231
- Привредно право, уџбеник, Веселиновић, Ј., Нови Сад, 2017. pp. 272

## Књижевни рад
- Голубић  – обровачки, кроз вјекове и данас, Нови Сад, 2006. pp. 132
- Голубић  – обровачки, кроз вјекове и данас, измењено и допуњено издање, Нови Сад, 2010. pp. 297
- Млинови на ријеци Крупи, Веселиновић, Ј., Демировић, Д., Томаш - Симин, М.

## Научни радови
- Привредна функција лизинга, Правни живот, 1997, Но. 11, том 3.
- Права и обавезе уговорних страна код уговора о лизингу, Право – теорија и пракса, 1997, Но. 12.
- Уговор о трговинском заступању у пословној пракси, Правни живот, 1998. Но. 11, том 3.
- Правна природа уговора о трговинском заступању (агентури), Право – теорија и пракса, 1999, Но.1.
- Нормативно регулисање пословодног менаџмента у СРЈ и државама са простора бивше СФРЈ (Босна и Херцеговина, Хрватска, Македонија, Словенија), Право – теорија и пракса, 2001, Но. 2.
- Нормативно регулисање управљачког менаџмента у СРЈ и осталим државама са простора бивше СФРЈ, Правни живот, 2001, Но. 11, том 3.
- Управљачки менаџмент, Правни живот, 2003, Но. 11, том 3.
- Управљачки менаџмент – код нас и у упоредном праву, Тхе Цханце, 2004, Но. 14.
- Акционарско друштво према новом закону о привредним друштвима, Право – теорија и пракса, 2005, Но. 7-8.
- Командитно друштво према новом Закону о привредним друштвима, 2005, Но. 9
- Акционарско друштво код нас према новом Закону о привредним друштвима, Правни живот, 2005. Но. 11, том 3.
- Акционарско друштво у Републици Србији према новом Закону о привредним друштвима, Правна ријеч, часопис за правну теорију и праксу, Босна и Херцеговина, Република Српска, Бања Лука, 2005, Но. 5.
- Normativno regulisanje ruralnog razvoja kod nas i u uporednom pravu, Agroekonomika, 2009, br. 41-42, pp. 53–68. ISSN 0350-5928
- Krivična odgovornost pravnih lica u našem pravu, Pravo – teorija i praksa, 2009, br. 3-4, pp. 48–58, ISSN 0352-3713, UDK:347.191:343.222
- Physical persons as tourism service proveders in agritourism, Economics of agriculture (Ekonomika poljoprivrede), 2013, book 1, UDC 338.43:63, ISSN 0352-3462

Possibility of improvement of legislation with the aim of a faster development of agritourism in Serbia, 24th Inteernational Scientific-Expert Conference of Agriculture and Food Industry, Sarajevo, Book of Abstracts, Faculty of Agricultural and Food Sciences University of Sarajevo, Bosnia and Herzegovina, Faculty of Agriculture Ege University, Izmir, Republic ofa Turkey, International Burch Universituy Sarajevo, Bosnia and Herzegovina, Uludag University Bursa, Republic of Turkey, 2013, стр. 243
- Веселиновић, Ј. Игњатијевић С. : Правни оквир и економске мере за унапређење агротуризма, Зборник радова са научног скупа са међународним учешћем, Палић, Планска и нормативна заштита простора и животне средине, Асоцијација просторних планера Србије и Универзитет Београд – Географски факултет, 2013, str. 145-150, Cobiss.Sr-ID 197576204, Isbn 978-86-6283-005-0
- Правна природа и обавезе уговорних страна код уговора о угоститељским услугама (уговор о смештају и пансиону), Зборник радова, Правни факултет у Новом Саду, 2011., бр. 1., стр. 271-287, ISSN 0550-2179, UDK 3, COOBISS.SR-ID 16397826, CIP 34(082)
- Обавезе уговорних страна код уговора о услуживању хране и пића, Зборник радова, Правни факултет у Новом Саду, 2012., бр.2, стр. 223-238., ISSN 0550-2179, UDK 3., COBISS.SR-ID 16397826., CIP 34(082)
- Посебна накнада као оспоравана категорија у колективној заштити ауторских права, Правни живот, Правни факултет у Новом Саду, 2012., бр. 11, том lll, стр. 805-816, UDK 34 (497.11) (05), ISSN 0350-0500
- Janko, Veselinovic (2013). „Intervention of state in monopoly prevention as a potential danger in limitation of autor's rights”. Zbornik Radova Pravnog Fakulteta, Novi Sad. 47: 193—208. ISSN 0550-2179. doi:10.5937/zrpfns47-3260.
- Државни извори пословног права у туризму и агротуризму, Агроекономика, часопис Департмана за економику пољопривреде и социологију села, Универзитет Нови Сад, Пољопривредни факултет, 2012, Нови Сад, број 55, стр. 45-56, UDK: 338.43, ISSN 0350-5928
- Нормативно регулисање руралног развоја код нас и у упоредном праву, Агроекономика, часопис Департмана за економику пољопривреде и социологију села, Универзитет Нови Сад, Пољопривредни факултет,   2009., бр. 41-42, стр. 53-68. ISSN 0350-5928
- Правни услови и форме обављања делатности у области туризма у нашем праву, Агроекономика, часопис Департмана за економику пољопривреде и социологију села, Универзитет Нови Сад, Пољопривредни факултет,  2011., бр. 49-50, str. 17-33, ISSN 0350-5928, UDK:338.43, COOBISS.SR-ID 28370439, CIP 338.43
- Веселиновић, Ј., Милошевић, М.: Разлика између sui generis заштите и патентног права код биљних сорти, Агроекономика, часопис Департмана за економику пољопривреде и социологију села, Универзитет Нови Сад, Пољопривредни факултет, 2013., бр. 57-58, стр.75-88, UDK:338.43, ISSN 0350-5928, COBISS.SR-ID 28370439
- "Фармерске привилегије“ и обавеза лиценца као изузетак од неповредивости права интелектуалне својине оплемењивача, Агроекономика, часопис Департмана за економику пољопривреде и социологију села, Универзитет Нови Сад, Пољопривредни факултет, потврђено објављивање у бр. 59, 2013.
- Кривична одговорност правних лица у нашем праву, Право – теорија и пракса, 2009., бр. 3-4, стр. 48-58, ISSN 0352-3713, UDK:347.191:343.222
- Новине у заштити ауторских права у Србији, Право – теорија и пракса, година XXlX, 2012. бр. 7-9, стр.148-163, UDK 34, ISSN 0352-3713, COBISS SR-ID 5442050 Уговор о организовању путовања у српском праву, Право – теорија и пракса, година XXX, 2013, број 1-3, стр. 85-98, ISSN 0352-3713, COBISS.SR-ID 5442050
- Уговор о организовању путовања у српском праву, Право – теорија и пракса, година XXX, 2013, број 1-3, стр. 85-98, ISSN 0352-3713, COBISS.SR-ID 5442050Љубојев. Н., Веселиновић., J., Дукић – Мијатовић. М., :  Protection of the quality of air in the legislation of the Republic of Serbia as a process of harmonization with EU legislation, Oxidation communication, 2013., Софија,Бугарска –book 4. Vol. 36 (2013)
- Компарација привредног законодавства на примеру правног регулисања положаја привредних, односно трговачких друштава у Републици Србији и Републици Хрватској, 6 International Scientific Conference Croatian-Serbian relations, Golubić (Obrovac), Hrvatska, 2013., str. 127-151, Institute for Historical Justice and Reconcialiation – Center for History, Democracuy and Reconcialition, ISSBN 978-86-88983-06-8, COBISS.SR-ID 281143303, CIP  32(497.11:497.5)“19“(0
- Марковић Т., Веселиновић Ј., Ивановић С., Васиљевић З., Уцар К: Economic and Legal Analysis of Financial Derivatives in terms of Increasing Certainty in Agricultural Production in Serbia, 25. Book of Proceedings of International Scientific-Expert Conference of Agriculture and Food Industry, Izmir: Ege University, Faculty of Agriculture, Turkey; Uludag University, Faculty of Agriculture, Turkey; Sarajevo University, Faculty of Agriculture and Food Sciences, Sarajevo, Bosnia and Herzegovina, 25-27 Septembar, 2014, стр. 228-228
- Колективна заштита ауторских права и питање монопола, 10. Правнички дани проф.др Славко Царић, Нови Сад: Правни факултет за привреду и правосуђе Универзитета Привредна академија. 20 децембар 2013.  978-86-6019-037-8. стр. 149-161.
- Дукић Мијатовић М., Веселиновић Ј.: Реформа законодавства као condition sine qua non стварања бољег инвестиционог амбијента у АП Војводини – привредноправни аспект, 11. Правнички дани проф.др Славко Царић, Нови Сад: Правни факултет за привреду и правосуђе Универзитета Привредна академија, 1. септембар, 2014 стр. 37-53,  978-86-6019-041-5, UDK: 347.72.04+347.728(497.113)
- Права потрошача у туризму ЕУ; У: Куповно понашање туриста / [уредници] Ива Сливар, Дражен Алерић, Угљеша Станков, Пула, Свеучилиште Јурја Добриле, Факултет економије и туризма "Др. Мијо Мирковић". 2017.  978-953-7320-61-4. стр. 233-249.
- Веселиновић Ј., Милошевић М.: International treaty on plant genetic resources for food and agriculture as a basis for limiting intellectual propertu of plant breeders in Serbia, Економика пољопривреде, 2014, бр. 1/2014, стр. 211-223, ISSN 0352-3462
- Веселиновић Ј., Марковић Т., Ђукић С.: Analysis of Legal and Economic Aspects of Precipitation Weather Derivatives for Serbian Agricultural Sector, „ Економика пољопривреде, 2014, Vol. 61 бр. 4, стр. 1053-1067, ISSN 0352-3462, UDK: 551.502.4:347.447(497.11)
- Цвјетковић Ц., Веселиновић Ј., Николић И.: Tax Treatment of farmers in the Republic of Serbia, „ Економика пољопривреде, 201 бр. No 3, . стр. 737-749, ISSN 0352-3462, UDK: 336.226.4:63(497.11)
- Марковић Т., Веселиновић Ј., Кокот Ж.: Reduction of Volatility Yield and Prices in Corn Production Using Revenue Insurance, „ Економика пољопривреде, 2016, бр. 63, No 3, стр. 959-973, ISSN 0352-3462, UDK: 368.5
- Марковић Т., Веселиновић Ј., Кокот Ж.: Economic and Legal Aspects of Sunflower Insurance Using the Model of Regional Index, „ Економика пољопривреде, 2018, бр. 1, . стр. 215-228, ISSN 0352-3462, UDK: 368.5:633.854.78
- Веселиновић Ј, Марковић., Марковић Т., Кокот Ж., : Економске и правне карактеристике осигурања прихода целокупног газдинства, Зборник Радова Правног факултета у Новом Саду, (прихваћен рад, потврда у прилогу)
- Веселиновић Ј., Марковић Т., Дукић-Мијатовић М.: Правни и економски аспекти уговора о осигуравању усева од суше, Зборник радова Правног факултета у Новом Саду, 2016, Vol. 50, бр. 2, стр. 513-532, ISSN 0550-2179, UDK: 368.013 : 351.823.1
- Стојановић С., Веселиновић Ј.: Економски и правни аспекти уговора о купопродаји дувана, Агроекономика, 2017, бр. 74, стр. 89-98, ISSN 0350-5928, UDK: 582.926.2
- Радовановић М., Веселиновић Ј., Радовановић Т.: Утицај националне културе на примену позитивног законодавства о задругама, Агроекономика, 2018, бр. 78, . стр. 85-98, ISSN 0350-5928, UDK: 347.726
- Дукић-Мијатовић М., Веселиновић Ј.: Утицај система субвенција и подстицаја на стварање бољег инвестиционог амбијента у Републици Србији, Право - теорија и пракса, 2015, Vol. 32, бр. 1-3, . стр. 1-13, ISSN 0352-3713
- Марковић Т., Веселиновић Ј.: Financial Derivatives as a Safety Factor of Agricultural Production, Радови пољопривредног факултета Универзитета у Сарајеву, 2017, Vol. 62, бр. 67/1, стр. 249-254, ISSN 0033-8583, UDK: 63/66(058)0808.1/2
- Јанко Веселиновић, Тодор Марковић, Маријана Дукић Мијатовић, Правни и економски статус јавних и приватних складишта за житарице, Агроекономика, број 84, 2019., стр 25-36. ISSN 0350-5928, COBISS.SR-ID 28370439, CIP 338.43
- Историја задружног и аграрног права као научних области у Србији и региону у XX и почетком XXI века, штампан у изводу у књизи апстраката са скупа   „Теорија и пракса аграра у историјској перспективи“ 15-16. novembar 2018. god, Novi Sad.,  978-86-7520-437-4, COBISS.SR-ID 326286855 CIP 338.43 (497.11)” 18/19 (048.3)
- Blešić, Ivana; Pivac, Tatjana; Veselinović, Janko; Janićević, Sava (2019). „Serbian citizens' awareness of consumer rights of tourists in the EU”. Geographica Pannonica. 23 (2): 102—112. S2CID 198665668. doi:10.5937/gp23-20129.
- Веселиновић Ј.: Млинови на реци Крупи, 1. Научни скуп "Теорија и пракса аграра у историјској перспективи", Нови Сад: Пољопривредни факултет. 16-17 новембар 2017.  978-86-7520-416-9. стр. 62-62.
- Однос Србије према Србима у окружењу - истине и заблуде, Митови и стереотипи национализма и комунизма на простору бивше Југославије/ - Salyburg, Центар за историју, демократију и помирење - Нови Сад, Графо маркетинг - Нови Сад, 9. мај 2008.
- Povratak izbeglih i prognanih lica i zaštita manjinskih prava, kao uslov normalizacije odnosa Srba i Hrvata, urednik Gavrilović Darko, Srpsko – hrvatski odnosi u 20. veku – prošlost i perspektive, 21-36, Salzburg – Novi Sad, Institute for Historical Justice and Reconciliation, Center for History, Democracy and Reconciliation. 2008.  978-86-86601-05-6.COBISS.SR-ID 235201287 UDC 329(497.4/.7):316.344 CIP 94(497.11:497.5)“19“(082)

IP 94(497.11:497.5)“19“(082)
- Положај, значај и перспективе странака српске и хрватске мањине у Хрватској и Србији, Serbo-Croat Relations: Political Cooperation and National Minorities,2009., Salzburg – Novi Sad, Institute for Historical Justice an* Donošenje Zakona o dijaspori i Srbima u regionu, Nations, states and diasporas of the former Yugoslavia, Sremska Kamenica, Institute for Historical Justice and Reconciliation – Center for History, Democracy and Reconciliation. 2010.  978-86-87143-14-2.., COBISS.SR-ID 246847239, CIP 94(497.1)(082)
- Odnosi Srbije i Hrvatske i Evropska unija, Izazovi evropskih integracija, časopis za pravo i ekonomiju evropskih integracija, Službeni glasnik, 2010, Beograd, pp. 57–75, ISSN 1820-9459, UDK 327(497.11:497.5)„19/20“;341.238(497.11:497.5)“20“;341.217(4-672EU:497.11+497.5)d Reconciliation – Center for History, Democracy and Reconciliation,  978-86-87143-13-5, COBISS.SR-ID 243192327, CIP 94(497.11:497.5)“19“(082)82)
- Доношење Закона о дијаспори и Србима у региону, Nations, states and diasporas of the former Yugoslavia, 2010, Sremska Kamenica, Institute for Historical Justice and Reconciliation – Center for History, Democracy and Reconciliation,  978-86-87143-14-2, COBISS.SR-ID 246847239, CIP 94(497.1)(082)
- Остваривање мањинских и статусних права Срба у Републици Хрватској и Хрвата у Републици Србији са аспекта европских интеграција ових двеју земаља, 2011., str. 225-249,Novi Sad, Institute for Historical Justice and Reconciliation – Center for History, Democracy and Reconciliation,  978-86-86601-18-6, COBISS.SR-ID 267367175, CIP 32(497.11:497.5)“19“(082)
- Заступљеност дијаспоре и припадника српског и хрватског народа који живе ван граница матичних држава у парламенту и политичком животу Србије и Хрватске, 7. Међународни научни скуп о хрватско-српским односима "Српско-хрватски односи у XX веку - двадесет година од почетка рата", Голубић, 24-27.08.2014.: Центар за историју, демократију и помирење ; Голубић : Удруга за повијест, сурадњу и помирење. 2014.  978-86-88983-09-9. стр. 135-157.
- Узајамност правних, економских и политичких аспеката на одрживи развој у српским повратничким срединама у Хрватској, 1. Српско-хрватски односи, Знањем до идентитета, Голубић, 24-25.08.2015: Центар за историју, демократију и помирење ; Удруга за повијест, сурадњу и помирење, 2015, стр.. 69-83,  978-86-88983-16-7
- Његован З., Веселиновић Ј.: Институције одрживог запошљавања особа у неповољном положају на тржишту рада на примеру Хрватске, 1. Хрватско-српски односи у 20. веку. Избеглице, прогнаници и повратници - Изазов за савремену Европу и Западни Балкан, Голубић: Центар за историју, демократију и помирење; Удруга за повијест, сурадњу и помирење, 19-23. август, 2016, стр.. 135-147,  978-86-88983-23-5
- Демировић Д., Веселиновић Ј.: Креирање руралног туристичког производа у задарском залеђу на примеру Голубића (Обровачког), 1. Хрватско-српски односи у 20. веку. Избеглице, прогнаници и повратници - Изазов за савремену Европу и Западни Балкан, Голубић: Центар за историју, демократију и помирење; Удруга за повијест, сурадњу и помирење. 19-23 август 2016.  978-86-88983-23-5. стр. 149-161.
- Демировић Д., Веселиновић Ј.: Значај верских објеката за развој туризма у обровачком крају (Хрватска), 10. Међународни научни скуп "Српско-хрватски односи, идентитет и економија у 21. веку", Голубић, 24-28.08.2017: Маџима граф : Центар за историју, демократију и помирење : Удруга за повијест, сурадњу и помирење. 2017.  978-86-88983-39-6. стр. 81-94.
- Веселиновић Ј., Његован З.: Традиционална исхрана сеоског становништва у обровачкој Буковици, 10. Међународни научни скуп "Српско-хрватски односи, идентитет и економија у 21. веку", Голубић, 24-28.08.2017.: Маџима граф : Центар за историју, демократију и помирење : Удруга за повијест, сурадњу и помирење. 2017.  978-86-88983-39-6.
- Јанко Веселиновић, Никола Његован: Развој кластера као модела за развој туристичко-угоститељског сектора у Обровцу, стр. 131-141, Зборник радова “Српско-хрватски односи, избеглиштво и идеологије као фактори изградње идентитета”, Међународни научни скуп Голубић, Обровачки, 24.08.2019, Зборник, COBISS.SR-ID 332522759,  978-86-88983-69-3, UDK 338.486.2+640.4(497.5 Obrovac)

## Линкови
- Established friendship groups with Croatia
- Croatia – Serbia – Delegation
- Serb Pararmilitary [sic] Group in Croatia
- Serb Parliamentary Group with president Josipović
- Region sa još uvek previše konflikata
- Susret s Tadićem kad se stvore uvjeti